# NHK埼玉放送局

NHK埼玉放送局（日语：／），又称NHK埼玉广播电视台，是日本放送協會位於埼玉县埼玉市、負責主管當地事務的地方广播电视台（放送局）。

## 频道频率一览

### 电视频道
NHK埼玉负责在埼玉县境内转播东京NHK广播电视中心的电视频道，包括NHK东京综合频道（JOAK-DTV）和NHK东京教育频道（JOAB-DTV）。

### 广播频率
NHK琦玉在埼玉县境内提供一套NHK调频广播节目（NHK千叶调频广播，呼号JOLP-FM）。

## 外部連結
- NHKさいたま放送局 （页面存档备份，存于）
- NHK埼玉放送局的X（前Twitter）